# Anthemus leucaspidis
Anthemus leucaspidis är en stekelart som beskrevs av Mercet 1922. Anthemus leucaspidis ingår i släktet Anthemus och familjen sköldlussteklar.
Artens utbredningsområde är:
- Frankrike.
- Ungern.
- Italien.
- Polen.
- Spanien.

Inga underarter finns listade i Catalogue of Life.